# Nicholas Eames
Nicholas Eames (Wingham, ...) è uno scrittore canadese.

## Biografia
Originario di Wingham Ontario studia teatro al college prima di dedicarsi alla scrittura. 
Nel 2017 pubblica il suo primo libro: "I Guerrieri di Wyld", un romanzo high fantasy che ha come protagonista una banda di mercenari e che a detta dell'autore sarà il primo libro di un ciclo letterario. 
Ad aprile 2018 esce il secondo romanzo "Bloody Rose" (in Italia uscirà con il titolo "Rose La Sanguinaria"). Con il suo primo romanzo ha vinto il premio David Gemmel Awards for fantasy 2018 nella categoria The Morningstar Award per Best Fantasy Newcomer e Fantasy Stabby Award nella categoria Best Debut Novel 2017.
Nicholas Eames è un appassionato di musica e videogame, ama il caffè e il mese di ottobre.

## Opere
- I Guerrieri di Wyld. L'Orda delle tenebre (Kings of the Wyld) (2017) Nord 2018 ISBN 9788842930617
- Bloody Rose (2018) Orbit ISBN 9780356509044